# Altos del Hipódromo
Altos del Hipódromo o Cerros del viento se llamó al espacio urbano de Madrid (España) situado frente al antiguo Hipódromo de la Castellana, al otro lado del Paseo de la Castellana.

## Historia
La que luego sería bautizada por Juan Ramón Jiménez  como Colina de los Chopos se levantaba en la parte posterior del Palacio de las Artes e Industrias (ocupado hoy día por la Escuela de Ingenieros Industriales y Museo Nacional de Ciencias Naturales), en los alrededores de la calle del Pinar. Allí se instalaron los pabellones que la Junta para Ampliación de Estudios e Investigaciones Científicas (JAE) dedicó al Instituto Nacional de Ciencias Físico-Naturales (1910), a la Residencia de Estudiantes (1915) y otros edificios de estudio e investigación, llegando hasta el Instituto Ramiro de Maeztu (1929); y junto a ellos la Colonia Parque-Residencia entre 1931-1932.
Al terminar la guerra civil española, el conjunto de pabellones fue ocupado por el Consejo Superior de Investigaciones Científicas (CSIC), y el entorno de los altos del Hipódromo, se convirtió en un barrio residencial cuando se urbanizó en sus cercanías la colonia de El Viso.